# Яцек Сопліца
Яцек Сопліца (пол. Jacek Soplica) — літературний герой, персонаж поеми «Пан Тадеуш» польського поета Адама Міцкевича, яка була видана у 1834 році.
Батько головного героя Тадуеша Сопліци, шляхтич, священник з ордену бернардинів.
На думку Кастуся Тарасова, можливо, прототипом персонажа був Ян Антонович Сопліца, з яким Микола Міцкевич, батько Адама Міцкевича, кілька років судився за вбивство свого дядька Базиля в 1799 році.

## Поза літературою

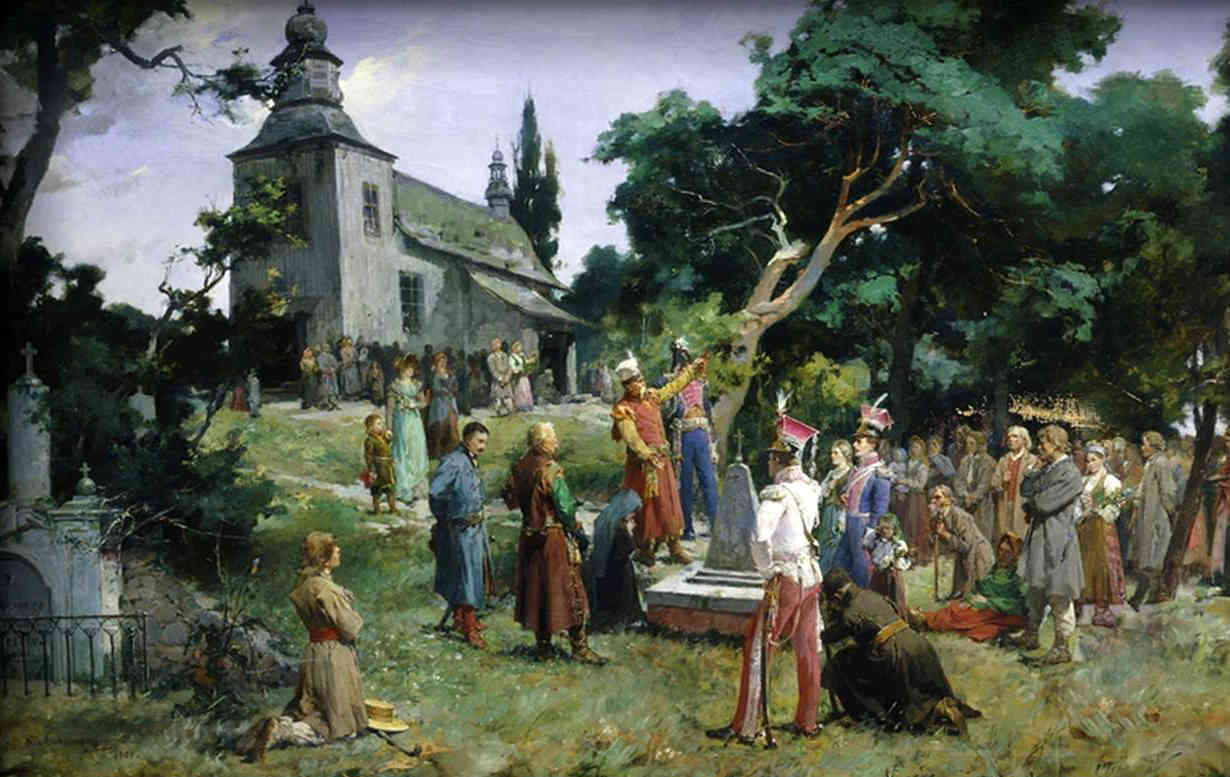
К. Альхимовіч. «Над могилою Робака»

### Кіноекранізації
- В екранізації поеми режисера Анджея Вайди роль Робака виконав актор Богуслав Лінда.
- У виставі «Пан Тадеуш» режисера Миколи Пінігіна (2014) роль Яцека Сопліци виконує Сергій Журавель.

### Живопис
- Оповідальне полотно Казимира Альхимовича «Над могилою Робака» («Повернення героїв»), написане 1901 року.